# Atrichopogon luteipes
Atrichopogon luteipes är en tvåvingeart som beskrevs av Maurice Emile Marie Goetghebuer 1933. Atrichopogon luteipes ingår i släktet Atrichopogon och familjen svidknott.
Artens utbredningsområde är Kongo. Inga underarter finns listade i Catalogue of Life.